# Atelomycterus
Genre
Atelomycterus est un genre de requins vivant en Asie et Océanie.

## Liste des espèces
Selon FishBase:
- Atelomycterus baliensis W. T. White, Last & Dharmadi, 2005
- Atelomycterus fasciatus Compagno & Stevens, 1993
- Atelomycterus macleayi Whitley, 1939
- Atelomycterus marmoratus Anonyme & E. T. Bennett, 1830
- Atelomycterus marnkalha Jacobsen & M. B. Bennett, 2007

Selon ITIS:
- Atelomycterus fasciatus Compagno & Stevens, 1993
- Atelomycterus macleayi Whitley, 1939
- Atelomycterus marmoratus Anonyme & E. T. Bennett, 1830